# Inre Lindvikstjärnen
Inre Lindvikstjärnen är en sjö i Älvsbyns kommun i Norrbotten och ingår i Piteälvens huvudavrinningsområde. Sjön har en area på 0,0581 kvadratkilometer och ligger 134,3 meter över havet.

## Delavrinningsområde
Inre Lindvikstjärnen ingår i det delavrinningsområde (731434-173033) som SMHI kallar för Utloppet av Yttre Lindvikstjärnen. Medelhöjden är 149 meter över havet och ytan är 1,5 kvadratkilometer. Det finns ett avrinningsområde uppströms, och räknas det in blir den ackumulerade arean 5,2 kvadratkilometer. Vattendraget som avvattnar avrinningsområdet har biflödesordning 3, vilket innebär att vattnet flödar genom totalt 3 vattendrag innan det når havet efter 70 kilometer. Avrinningsområdet består mestadels av skog (75 procent) och sankmarker (13 procent). Avrinningsområdet har 0,18 kvadratkilometer vattenytor vilket ger det en sjöprocent på 12,1 procent.